# الحركة الاشتراكية الديمقراطية - حزب الخضر في ساو تومي وبرينسيب
الحركة الاشتراكية الديمقراطية - حزب الخضر في ساو تومي وبرينسيب (بالبرتغالية: Movimento Social Democrata – Partido Verde São Tomé and Príncipe‏) هو حزب سياسي أخضر في ساو توميان، تأسس في 4 نوفمبر 2017. رئيسه الحالي هو إلسا جاريدو ونائب الرئيس ميكس جواو.

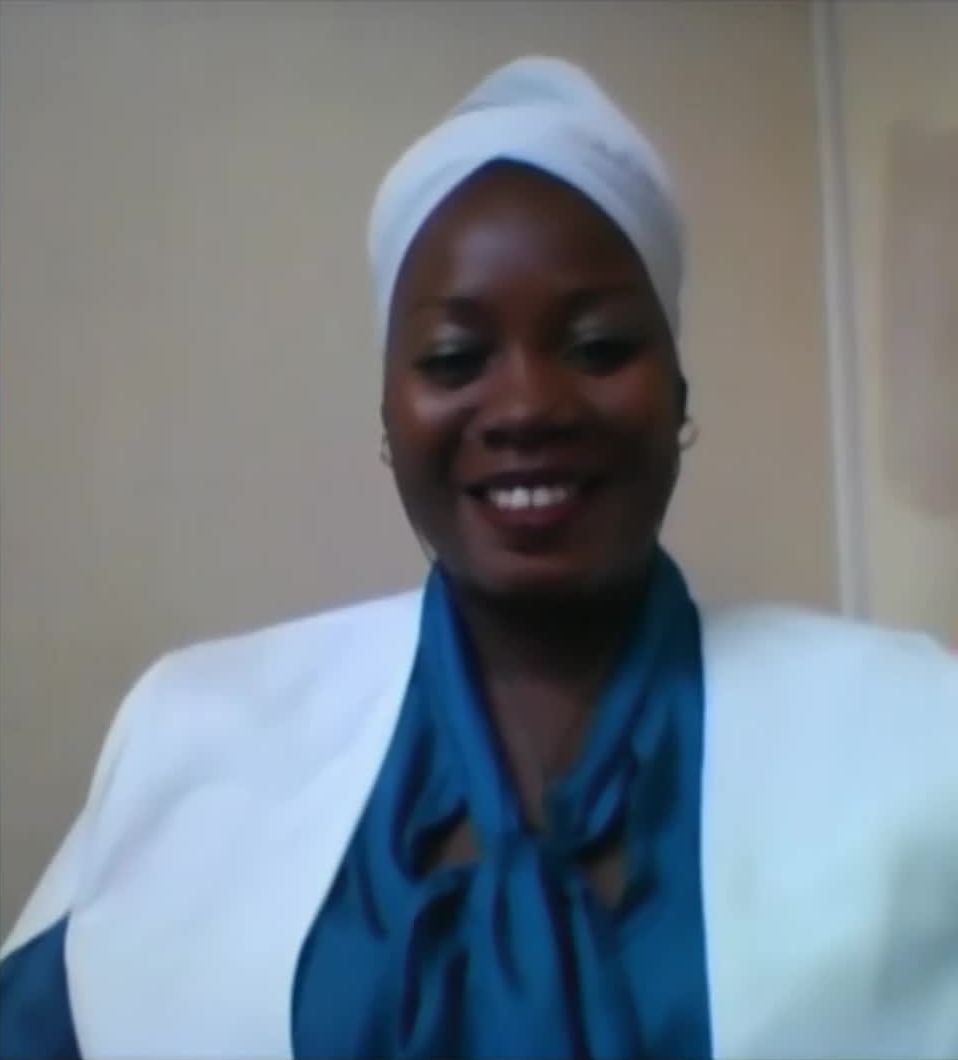
مؤسس الحزب والرئيس الحالي إلسا جاريدو